# Velká nad Veličkou
Velká nad Veličkou é uma comuna checa localizada na região de Morávia do Sul, distrito de Hodonín.